# 데이비드 게일
《데이비드 게일》(영어: The Life of David Gale)은 2003년에 개봉한 영국, 미국, 독일의 범죄 스릴러 영화이다. 앨런 파커가 연출하고, 케빈 스페이시, 케이트 윈즐릿, 로라 리니, 게이브리얼 맨 등이 출연하였다.

## 줄거리
사형 반대 운동에 헌신해 온 전 텍사스 대학교 오스틴 철학 교수 데이비드 게일은 동료 운동가를 강간 살해한 혐의로 사형을 언도받는다. 사형 집행까지 3일 밖에 남지 않은 시점에서 기자 비치 블룸은 인턴 잭 스티먼스를 데리고 게일과 독점 인터뷰를 하게 된다. 사건의 진실을 파헤치면서 블룸은 게일이 무고할지도 모른다는 생각을 하게 된다.

## 출연진
- 케빈 스페이시 - 데이비드 게일 역
- 케이트 윈즐릿 - 비치 블룸 역
- 로라 리니 - 콘스턴스 해러웨이 역
- 게이브리얼 맨 - 잭 스티먼스 역
- 로나 미트라 - 벌린 역
- 리언 리피 - 블랙스턴 벨류 역
- 맷 크레이븐 - 더스티 라이트 역
- 짐 비버 - 듀크 글러버 역
- 멀리사 매카시 - 니코 역
- 엘리자베스 개스트 - 샤론 게일 역
- 클리오 킹 - 바버라 크로이스터 역

## 기타 제작진
- 총괄 제작: 나이절 싱클레어

## 우리말 녹음
KBS 성우진 (2014년 8월 22일)
- 홍시호 - 데이비드 게일(케빈 스페이시)
- 문선희 - 비치 블룸(케이트 윈즐릿)
- 차명화 - 콘스턴스(로라 리니) / 바버라(클리오 킹)
- 방우호 - 잭(게이브리얼 맨)
- 이호인 - 블랙스턴(리언 리피) / 조(리 리치)
- 김옥경 - 니코(멀리사 매카시) / A.J.(콘스턴스 존스)
- 오수경 - 샤론(엘리자베스 개스트) / 벌린(로나 미트라)
- 김소형 - 듀크(짐 비버)
- 임정길 - 총장(클리프 스티븐스)
- 김동하 - 로스(숀 헤니건)
- 김도담 - 주지사(마이클 크래브트리) / 교도관

## 같이 보기
- 이유없는 의심 (1956년 영화)